# Cubatyphlops biminiensis
Cubatyphlops biminiensis — вид змій родини сліпунів (Typhlopidae). Ендемік Багамських Островів.

## Поширення і екологія
Cubatyphlops biminiensis мешкають на островах Біміні, Беррі, Андрос, Нью-Провіденс, Елбоу-Кей і Раггед в архіпелазі Багамських островів. Вони живуть в сухих рідколіссях і чагарникових заростях.